# Juan Manuel Chavarría
Juan Manuel Chavarría Zavala (Francisco I. Madero, Coahuila; 6 de octubre de 1951), también conocido por su sobrenombre de El Coruña, es un exfutbolista mexicano que jugaba en la posición de defensa.

## Trayectoria
Comenzó su carrera profesional en el CF Torreón y, tras su ascenso a la máxima categoría, debutó con los "Diablos Blancos" en la temporada 1969-70.
En 1971 se mudó al Club Deportivo Guadalajara. Desde 1976 hasta el final de su carrera en 1983, estuvo bajo contrato con Tecos UAG.

## Selección nacional
Se convirtió en jugador nacional, haciendo un total de 12 apariciones con la selección mexicana entre los años de 1971 y 1972.

### Participaciones en Campeonatos Concacaf
| Copa                                          | Sede              | Resultado | Part. | Goles |
| --------------------------------------------- | ----------------- | --------- | ----- | ----- |
| Campeonato de Naciones de la Concacaf de 1971 | Trinidad y Tobago | Campeón   | 4     | 0     |

## Clubes
| Club             | País   | Año       |
| ---------------- | ------ | --------- |
| C.F. Torreón     | México | 1968-1971 |
| C.D. Guadalajara | México | 1971-1976 |
| Tecos F.C.       | México | 1976-1983 |

## Palmarés

### Títulos nacionales
| Título                      | Club    | País   | Año     |
| --------------------------- | ------- | ------ | ------- |
| Segunda División            | Torreón | México | 1968-69 |
| Copa de la Segunda División | Torreón | México | 1968-69 |

### Títulos internacionales
| Título                                | Equipo | Sede          | Año  |
| ------------------------------------- | ------ | ------------- | ---- |
| Campeonato de Naciones de la Concacaf | México | Puerto España | 1971 |